# تیم استینز
تیم استینز (انگلیسی: Tim Steens؛ زادهٔ ۱۳ december ۱۹۵۵ (۶۹ سال)) ورزشکار هاکی روی چمن اهل پادشاهی هلند است.
وی در مسابقات کشوری و بین‌المللی در مجموع برندهٔ ۱ مدال برنز شده‌است.